# Adolf Schlettwein

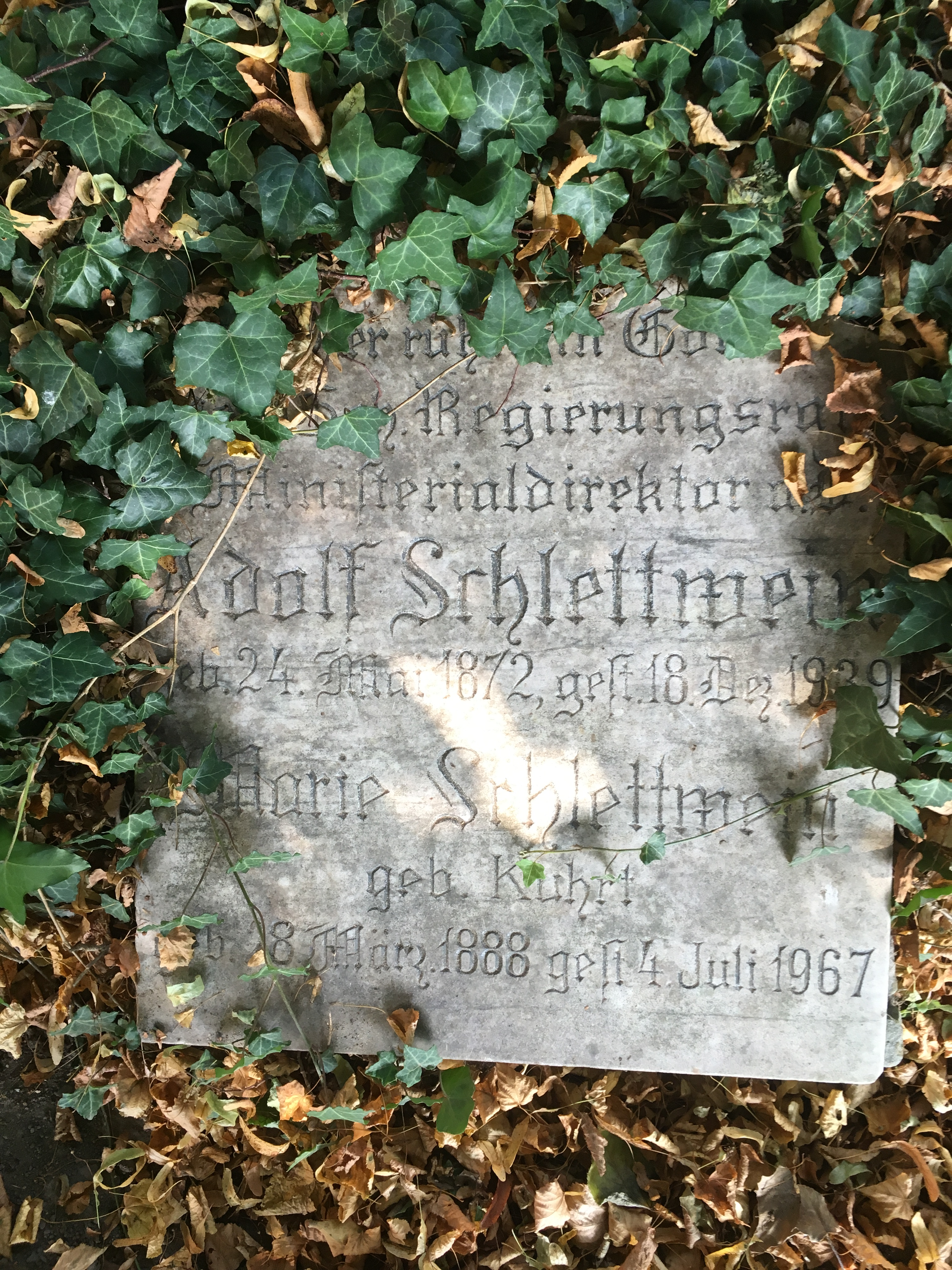
Grabstein in Petschow

Carl August Fritz Emil Georg Adolf Schlettwein (* 24. Mai 1872 in Dömitz; † 18. Dezember 1939 in Wismar) war ein deutscher Jurist und Staatsbeamter.

## Leben und Tätigkeit
Adolf Schlettwein war einer der Söhne des Amtmanns Carl Schlettwein in Dömitz. Nach dem Schulbesuch studierte Schlettwein Rechtswissenschaften an den Universitäten Tübingen und Rostock. In Tübingen wurde er 1894 Mitglied des Corps Franconia Tübingen. Nach Ableistung seines Wehrdiensts als Einjährig-Freiwilliger im Großherzoglich Mecklenburgischen Füsilier-Regiment „Kaiser Wilhelm“ Nr. 90 wurde er Leutnant der Reserve.
Am 11. März 1903 wurde er zum Gerichtsassessor in Mecklenburg-Schwerin ernannt. Im selben Jahr trat er vom mecklenburgischen Justizdienst in den Kolonialdienst ein. In den Jahren 1904 bis 1908 amtierte er als Bezirksrichter in Togo; sein Bruder Curt Schlettwein wurde sein Nachfolger in Lomé. Während dieser Zeit wurde ein damals im Togogebirge entdeckter Wasserfall nach ihm als Adolf-Schlettwein-Fall benannt. Anschließend, von 1909 bis 1913, amtierte Schlettwein als Bezirksrichter, dann Bezirksamtmann in Apia auf Samoa.
1913 wurde Schlettwein zum kommissarischen ersten Referenten in Deutsch-Neuguinea ernannt. Nach Beginn des Ersten Weltkriegs wurde er zunächst zum Dienst im Generalstab abkommandiert. Seit 1915 tat er dann Frontdienst als Kompanieführer im Rang eines Hauptmanns der Landwehr im Landwehr-Infanterie-Regiment 24.
1918 wurde Schlettwein in den Dienst des Reichskolonialamtes versetzt, in dem er den Posten eines Referenten bei der Regierung von Deutsch-Neuguinea übernahm.
Im Zuge der Novemberrevolution von 1918 holte Friedrich Ebert Schlettwein als Vortragenden Rat in die Reichskanzlei, in der er bis zum Herbst 1919 tätig blieb. Im September 1919 wechselte er dann in das Innenministerium von Mecklenburg-Schwerin, wo er bis zu seiner vorläufigen Versetzung in den Ruhestand im Jahr 1925 verblieb. Während dieser Zeit wurde er zum Ministerialrat (1920) und Ministerialdirigenten (1921) befördert.
Nach seiner Reaktivierung im Jahr 1929 war Schlettwein bis 1932 erneut als Ministerialdirektor in Mecklenburg-Schwerin tätig.
Neben seiner Tätigkeit im Staatsdienst tat Schlettwein sich durch Publikationen zu rechtswissenschaftlichen Themen, insbesondere zum Kolonialrecht, hervor. So verfasste er den Abschnitt über Togo in dem zweibändigen von Erich Schultz-Ewert und Leonhard Adam herausgegebenen Werk Das Eingeborenenrecht. Sitten und Gewohnheitsrechte der Eingeborenen der ehemaligen deutschen Kolonien in Afrika und in der Südsee von 1929.
Seit 1918 war er mit Marie Anna Emma Hedwig, geb. Kuhrt (1888–1979) verheiratet. Neben zwei Töchtern hatte das Paar einen Sohn, den späteren Experten für das südliche Afrika und Stifter Carl Schlettwein.

## Auszeichnungen
- Greifenorden, Ritterkreuz mit der Krone (1908)[5]

## Schriften
- Togo, Kamerun, Süd-West-Afrika, die Südseekolonien (= Das Eingeborenenrecht, Band 2). Strecker & Schröder, Stuttgart 1929.